# Golfo de Rosas
El golfo de Rosas (en catalán: Golf de Roses) es un golfo situado en la costa del Alto Ampurdán, al norte de la Costa Brava, que se abre al mar Mediterráneo entre el sur de la península del cabo de Creus y el macizo del Montgrí. Es el principal golfo de la costa de Cataluña y constituye la salida natural al mar de la comarca y de las tierras de Gerona. Toma el nombre de la villa de Rosas, la población más importante de su costa. A menudo es llamado impropiamente bahía de Rosas debido a la concurrencia de significados en otras lenguas.

## Geografía
Tiene una apertura de 15 km (18 en el interior) y una profundidad (ancho) de 7 km. Enmarcan los extremos el Cabo Norfeu, por el norte, y la punta de Trencabraços, por el sur. De norte a sur, los principales accidentes geográficos que incluye son la bahía de Montjoi, la punta Falconera, las calas de Canyelles Grosses (o de La Almadraba) y de Canyelles Petites, la punta de la Poncella (bajo el Castillo de la Trinidad), la bahía de Rosas, las playas de la Rovina, de Ampuriabrava, de Can Comes, San Pedro Pescador, de las Dunas y de Ampurias, la cala de Riells y el promontorio del Montgó.
Las corrientes fluviales más destacados que desembocan en él son el río Muga, entre las playas de Ampuriabrava y de Can Comes, y el río Fluviá, entre esta última y la de San Pedro Pescador. Estos dos ríos, con sus afluentes, y el Ter, que antiguamente también desemboca, son los principales responsables del gran depósito de aluviones, del período oligoceno, que constituye la parte litoral de la llanura ampurdanesa, desde Figueras hasta el mar, que define la costa baja, abierta y pantanosa del interior del golfo, mientras que los extremos están accidentados por las últimas estribaciones de la sierra de Rodes, al norte, y del Macizo del Montgrí, en el sur. Los pantanos o humedales del litoral central del golfo constituyen el sector altoampurdanés de los Humedales del Ampurdán (en el municipio de Pals), el área superviviente que está actualmente protegida como el Parque natural de las Marismas del Ampurdán.
El litoral del golfo de Rosas pertenece actualmente a los términos municipales de Rosas (desde la cala Jóncols hasta la desembocadura de la Mugueta), Castellón de Ampurias (hasta la desembocadura del Fluviá), San Pedro Pescador (hasta la desembocadura del río Viejo) y La Escala (hasta la cala Montgó). Siempre junto al mar, los núcleos de población permanente más importantes son Rosas y La Escala. Entre las otras aglomeraciones existentes, destacan algunas urbanizaciones turísticas caracterizadas por una más o menos fuerte estacionalidad, en particular las de Ampuriabrava, en el término de Castellón de Ampurias, y Santa Margarida, en el de Rosas, una y otra son “residenciales marinas”.
Aparte del turismo, sobre todo estival, que en la actualidad es la principal fuente de recursos económicos de la zona, hay puertos de pesca importantes en La Escala y, sobre todo, en Rosas, este último el más destacado del norte de Cataluña. Con el auge del turismo, la agricultura ha dejado de ocupar la primacía que tradicionalmente ocupaba y se encuentra en retroceso.

## Historia

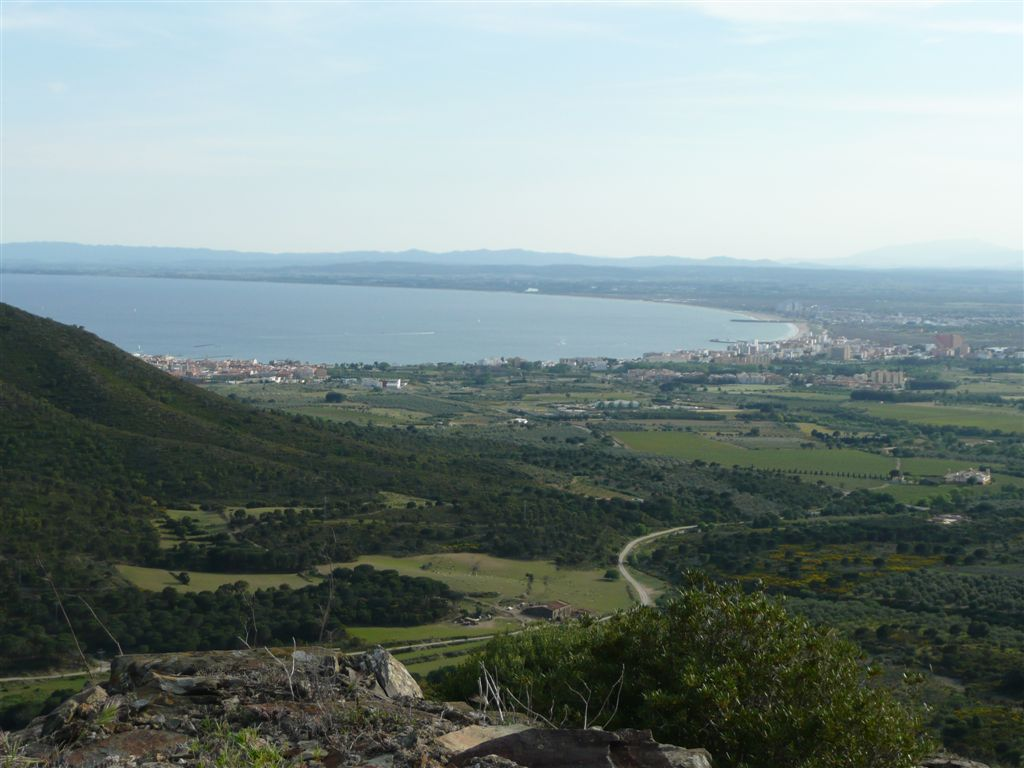
El golfo de Rosas desde el castillo de Bufalaranya. A la izquierda, Rosas y a la derecha, Santa Margarida y, más allá, Ampuriabrava.

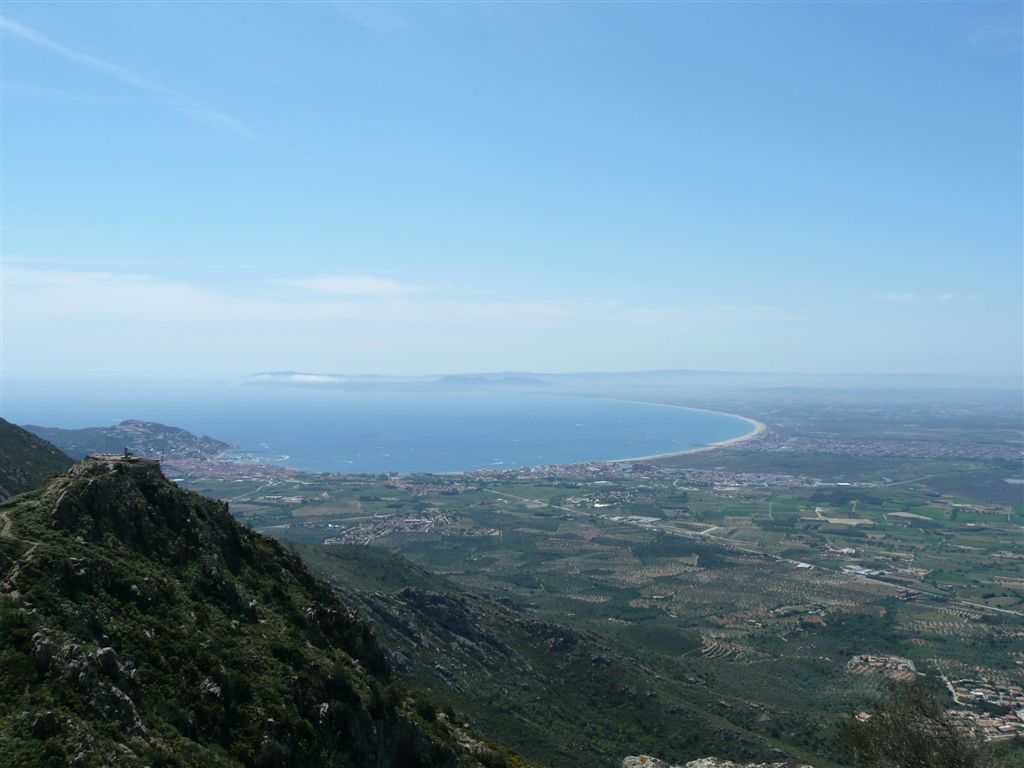
El golfo de Rosas desde el castillo de San Salvador, sobre la Verdera, con el Montgrí al fondo.

Como principal vía de comunicación marítima de la región, que conecta el noreste de la península ibérica con las regiones de la costa mediterránea de la actual Francia y las del norte y centro de la península itálica, ha atraído desde la Antigüedad las relaciones comerciales y también las acciones bélicas. Los griegos de Massalia (Marsella) fundaron los establecimientos comerciales de Ampurias y, más tarde, Rhode (Rosas), en los extremos sur y norte del golfo, respectivamente, con el objetivo de apoderarse de los recursos de la región, dominada por los íberos indigets. Ampurias, aliada de Roma, fue el puerto de entrada de los ejércitos romanos que iniciaron la conquista de Hispania y también de los de Julio César.
Ocupado por los visigodos, los árabes y por los francos, estos establecieron en las tierras ribereñas del golfo el condado de Ampurias, principal dominio feudal de la región hasta la abolición del régimen señorial a mediados del siglo XIX. Los condes ampuritanos pronto abandonaron la vieja ciudad de Ampurias, demasiado expuesta a los ataques de los normandos, y fundaron una nueva capital fortificada tras los pantanos y las lagunas, Castellón de Ampurias y, en la Baja Edad Media, promovieron Rosas como principal puerto de sus dominios. 
La importancia estratégica de Rosas atrajo los invasores franceses ya desde finales del siglo XIII, en la cruzada contra la Corona de Aragón, durante la cual las aguas del Golfo fueron escenario de una importante batalla naval entre el ejército francés y el ejército catalán comandado por Roger de Lauria. Más tarde, la creación del imperio universal de los Habsburgo hizo del puerto de Rosas y del golfo en general un punto vital en las comunicaciones entre los sectores hispánicos e itálicos de este imperio. Carlos I de España ordenó la construcción de la llamada Ciudadela de Rosas, que fue el centro de un sistema defensivo general de todo el golfo (con el castillo de la Trinidad y las torres artilladas de Norfeu, de l'Escala y de Montgó) que concentró la intensa actividad militar de la zona hasta su desmantelamiento final en la Guerra del Francés.
Las iniciativas ilustradas y la expansión de la agricultura, durante los siglos XVIII y XIX, llevaron a la desecación de gran parte los humedales y las lagunas o estanques del litoral, entre los que destacaba el de Castellón, que hasta entonces había proporcionado importantes recursos piscícolas pero que también eran responsables de miasmas y de fiebres palúdicas, que la tramontana, solicitada por la gente en lugares de rogativas como el santuario de Requesens, desvanecía en otoño. Gran parte de la zona desecada se dedicó en un principio al cultivo del arroz y pastos.
A partir de la década de 1960, el desarrollo del turismo ha cambiado la fisonomía del golfo de Rosas, especialmente en el sector norte, primer objetivo de los promotores de urbanizaciones altamente agresivas con el medio. El sector de la costa meridional, especialmente el del municipio de San Pedro Pescador, ha escapado de este modelo de explotación gracias a las campañas de los grupos ecologistas y a una creciente concienciación de la opinión pública y, fuera de la zona protegida del parque natural, abundan los campings.